# 五年の梅
『五年の梅』（ごねんのうめ）は、乙川優三郎の小説。

## 時代小説初の山本周五郎賞受賞
小説新潮に連載されていた5つの作品をひとつにまとめ、2000年（平成12年）9月に新潮社より上梓された時代小説集。これにより2001年（平成13年）の第14回山本周五郎賞を受賞。意外にもそれまで時代小説を得意とした周五郎の名を冠した賞でこのジャンルでの受賞は今までなく、この作品で時代小説初の受賞となった。なお、新潮文庫化の解説を川本三郎が担当。

## 収録作品
- 後瀬の花
- 行き道
- 小田原鰹
- 蟹
- 五年の梅